# Hosa Yedur, Chikodi
Hosa Yedur là một làng thuộc tehsil Chikodi, huyện Belgaum, bang Karnataka, Ấn Độ.